# Plants vs. Zombies (franquicia)
Plants vs. Zombies es una franquicia de videojuegos desarrollada por PopCap Games, una subsidiaria de Electronic Arts (EA). La serie sigue a los afiliados de David «Crazy Dave» Blazing mientras usan sus plantas para defenderse de una invasión zombi, liderada por el Dr. Edgar George Zomboss. El primer videojuego, Plantas contra zombis, fue desarrollado y lanzado por PopCap antes de su adquisición por EA. Después de la adquisición de PopCap Games, EA expandió el juego a una franquicia con videojuegos para diferentes plataformas.

## Historia
| 2009 | Plantas contra zombis                           |
| 2010 |                                                 |
| 2011 |                                                 |
| 2012 |                                                 |
| 2013 | Plants vs. Zombies Adventures                   |
| 2013 | Plants vs. Zombies 2                            |
| 2014 | Plants vs. Zombies: Garden Warfare              |
| 2015 |                                                 |
| 2016 | Plants vs. Zombies: Garden Warfare 2            |
| 2016 | Plants vs. Zombies Heroes                       |
| 2017 |                                                 |
| 2018 |                                                 |
| 2019 | Plants vs. Zombies: La batalla de Neighborville |
| 2020 |                                                 |
| 2021 |                                                 |
| 2022 |                                                 |
| 2023 |                                                 |
| 2024 | Plants vs. Zombies 3: Welcome to Zomburbia      |

### Serie principal
El 1 de abril de 2009, PopCap lanzó un video musical de la canción «Zombies on your Lawn» para promocionar Plantas contra zombis. Un portavoz de PopCap, Garth Chouteau, reveló en una entrevista en 2009 para IGN que Plantas contra zombis se lanzaría pronto en PC y Mac. El 22 de abril de 2009, PopCap lanzó un avance oficial del videojuego en YouTube. Durante la promoción del videojuego, PopCap lanzó una versión demo que permitía ser jugado durante treinta minutos. Plantas contra zombis fue lanzado oficialmente el 5 de mayo de 2009 para PC y Mac. En 2013, el videojuego pasó de tener un coste de 2,99 dólares a ser gratuito en dispositivos iOS y Android. Los críticos de los dispositivos móviles le dieron al videojuego una media de 4,3-4,8 estrellas.
PopCap Games y sus activos fueron comprados por EA el 12 de julio de 2011 por 750 millones de dólares estadounidenses. Cincuenta empleados fueron despedidos en el estudio de Seattle de PopCap Games el 21 de agosto de 2012, para marcar un cambio de enfoque hacia los videojuegos móviles y sociales.
El 20 de agosto de 2012, PopCap anunció que estaban trabajando en una secuela de Plantas contra zombis. Su fecha de lanzamiento estaba fijada para finales del segundo trimestre de 2013. Sin embargo, el estado del videojuego estuvo en duda poco después del anuncio cuando la empresa atravesó un período de despidos.
En mayo de 2013, PopCap Games lanzó un avance que revelaba una secuela del primer videojuego, titulado Plants vs. Zombies 2: It's About Time. El videojuego tuvo un lanzamiento suave para iOS en Australia y Nueva Zelanda el 10 de julio de 2013, y fue lanzado oficialmente el 14 de agosto de 2013 como un título freemium. El videojuego presenta nuevas ubicaciones y plantas junto con la adición de alimento vegetal, un potenciador que se puede usar para mejorar una planta por un período corto y se puede comprar con la moneda del juego o adquirir al derrotar a zombis que brillan en verde. Hay otros cuatro potenciadores en el videojuego, todos los cuales se compran con la moneda del juego. Junto con estos nuevos complementos, el videojuego continúa realizando actualizaciones de vez en cuando. Según EA News, las actualizaciones Arena y Búsqueda de Penny, que son diferentes modos de juego dentro del videojuego, han sido algunas de sus últimas actualizaciones importantes, además de todos los minicomplementos.
En julio de 2019, EA anunció Plants vs. Zombies 3, otro título gratuito para móviles de la serie. Se lanzó en un estado pre-alfa para Android el mismo mes. El videojuego tuvo un lanzamiento suave en Filipinas, Rumania e Irlanda en febrero de 2020. Luego dejó de estar disponible en octubre de 2020, y dejó de ser jugable en noviembre de 2020. EA tiene planes para lanzar una versión mejorada del videojuego en el futuro. El 7 de septiembre de 2021, Plants vs. Zombies 3 tuvo nuevamente un lanzamiento suave con cambios sustanciales, como gráficos bidimensionales y el regreso de Girasol como planta plantable, teniendo el mismo propósito en las iteraciones anteriores. El 17 de enero de 2024, Plants vs. Zombies 3 tuvo un tercer lanzamiento suave en regiones seleccionadas, bajo el título Plants vs. Zombies 3: Welcome to Zomburbia, adaptando historias y personajes de la serie de cómics Plants vs. Zombies (escrita por Paul Tobin, ilustrada por Ron Chan y publicada por Dark Horse Comics), incluidos Tugboat the Zombie y Patricia Blazing.

### Videojuegos derivados
Un videojuego derivado llamado Plants vs. Zombies Adventures se anunció en marzo de 2013 y se lanzó el 20 de mayo de 2013 en Facebook. El videojuego agregó nuevas ubicaciones y nuevas plantas. También tenía una función de jugabilidad en la que el jugador tenía una cantidad limitada de plantas y tenía que cultivar más plantas en una granja. En julio de 2014, se anunció que Plants vs. Zombies Adventures cerraría el 12 de octubre de 2014.
Plants vs. Zombies: Garden Warfare fue anunciado en la E3 2013 como un videojuego de disparos en tercera persona multijugador desarrollado para PC y consolas. Plants vs. Zombies: Garden Warfare fue lanzado el 25 de febrero de 2014 en Norteamérica y el 27 de febrero de 2014 en Europa. Una secuela, Plants vs. Zombies: Garden Warfare 2, fue mostrado en junio de 2015 y se anunció oficialmente en la E3 2015. El videojuego fue lanzado el 23 de febrero de 2016. El 10 de marzo de 2016, PopCap anunció Plants vs. Zombies Heroes, un juego de cartas coleccionables digital de estilo de defensa de torres. Fue lanzado de manera limitada en ciertos países el mismo día, y fue lanzado internacionalmente el 18 de octubre de 2016.
En agosto de 2019, una versión beta cerrada de una secuela de Plants vs. Zombies: Garden Warfare 2 con nombre en código «Picnic» se puso a disposición de jugadores seleccionados a través de invitaciones. El 4 de septiembre de 2019, EA anunció el título de la secuela, Plants vs. Zombies: La batalla de Neighborville. Fue lanzado en un estado de acceso anticipado esa misma fecha. El videojuego se lanzó por completo el 18 de octubre de 2019.
Un videojuego de un solo jugador cancelado de Plants vs. Zombies había estado en desarrollo dentro de EA desde aproximadamente 2015 hasta 2017. Conocido como «Project Hot Tub» en referencia a Hot Tub Time Machine, el videojuego iba a ser un videojuego de acción en la línea de la serie Uncharted pero manteniendo su naturaleza familiar, con dos hermanos adolescentes que viajaban a través del tiempo para luchar contra zombis. El videojuego estaba siendo desarrollado por PopCap Vancouver. Si bien se había mostrado un vertical slice del videojuego a los ejecutivos de EA en 2017, EA optó por cancelar el proyecto para atraer más recursos a Visceral Games para apoyar su trabajo en el videojuego de Star Wars bajo el nombre de Project Ragtag, que había estado languideciendo durante varios años. A pesar de esto, EA canceló Project Ragtag en octubre de 2017, cerrando Visceral Games, y el antiguo equipo de PopCap Vancouver fue reubicado en otros estudios de EA.

## Otros medios

### Cómics
Desde julio de 2013, Dark Horse Comics ha publicado una serie de cómics en curso de Plants vs. Zombies, que sigue a los adolescentes Nate Timely y Patricia Blazing mientras protegen a Neighborville de los ejércitos de zombis del Dr. Edgar Zomboss, con la ayuda del tío de Patricia, David «Crazy Dave» Blazing, y su propia legión de plantas sensibles modificadas genéticamente, accesibles a través de la aplicación Plants vs. Zombies Comics. Los elementos de la serie de cómics se adaptaron más tarde a las entregas de videojuegos de la franquicia, y viceversa.